# Alejandro Ripoll
Alejandro Ripoll es un director de televisión argentino que actualmente se desempeña en el programa de cable Nunca es tarde de la cadena Fox Sports. Fue el director de Showmatch, de la cadena de televisión eltrece, desde 2005 hasta 2017. Está relacionado con la industria de la televisión desde 1986, cuando inició como operador de caracteres en ATC. Perteneciente al DOAT —Directores de Obras Audiovisuales para Televisión—, es Director Integral desde 1993.

## Trayectoria
Ripoll, tras su paso por ATC en 1986, pasó a Tele Dos Informa con Héctor Ricardo García, hasta que se fundió el canal y cerró. Luego, regresó a Canal 7, pero esta vez como peón de estudio. Según afirma en su página personal «le sirvió muchísimo», ya que «aprendió escenografía y cómo arnar una planta. Pudo ver como trabajaban, aprender de los más grandes».
En Showmatch comenzó a trabajar en 2005, con las cámaras ocultas. Según cuenta él, «iba a la productora y me sentaba atrás del director Marcelo Ferrero (ex director) a ver cómo trabajaba». A partir de septiembre de ese año, Ripoll es el director de uno de los programas más vistos de la televisión abierta argentina.

## Filmografía
| Programa                | Canal            | Año       |
| ----------------------- | ---------------- | --------- |
| Gran Hermano 1          | Telefe           | 2001      |
| Gran Hermano 2          | Telefe           | 2001      |
| Gran Hermano 3          | Telefe           | 2002-2003 |
| Protagonistas de novela | RCN Televisión   | 2002      |
| Operación Triunfo       | Telefe           | 2003-2005 |
| Playhouse Disney        | Playhouse Disney | 2003-2005 |
| No hay 2 sin 3          | elnueve          | 2004-2006 |
| Showmatch               | eltrece          | 2005-2017 |
| Soñando por cantar      | eltrece          | 2013      |
| Nunca es tarde          | Fox Sports       | 2018-     |

## Premios y nominaciones

### Premios Martín Fierro
| Año                | Fecha de la ceremonia | Categoría | Nominados        | Resultado |
| ------------------ | --------------------- | --------- | ---------------- | --------- |
| Martín Fierro 2014 | 13 de junio de 2015   | Dirección | Alejandro Ripoll | Nominado  |
| Martín Fierro 2015 | 15 de mayo de 2016    | Dirección | Alejandro Ripoll | Nominado  |
| Martín Fierro 2016 | 18 de junio de 2017   | Dirección | Alejandro Ripoll | Ganador   |

### Premios Tato
| Año               | Fecha de la ceremonia   | Categoría               | Nominados        | Resultado |
| ----------------- | ----------------------- | ----------------------- | ---------------- | --------- |
| Premios Tato 2012 | 17 de noviembre de 2012 | Dirección en no ficción | Alejandro Ripoll | Nominado  |
| Premios Tato 2015 | 2 de diciembre de 2015  | Dirección en no ficción | Alejandro Ripoll | Ganador   |
| Premios Tato 2016 | 2 de diciembre de 2016  | Dirección en no ficción | Alejandro Ripoll | Ganador   |
| Premios Tato 2017 | 13 de diciembre de 2017 | Dirección en no ficción | Alejandro Ripoll | Ganador   |